# Sarmatia ophelasalis
Sarmatia ophelasalis là một loài bướm đêm trong họ Erebidae.